# Borovo Naselje
Borovo Naselje je osada s továrnou tvořící od roku 1954 součást východochorvatského Vukovaru.
Osadu založil v roce 1931 československý koncern Baťa. Název osady je odvozen od obce Borovo, jehož byla osada původně součástí. Produkce v továrně byla zahájena v polovině roku 1932. V letech 1936 až 1941 byl starostou Borova ředitel závodu Tomáš Maksimović. V roce 1947 byl závod znárodněn a přejmenován z Baťa Borovo na Borovo – Jugoslavenski kombinat gume i obuće. Zanedlouho se Kombinat Borovo stal největší a ekonomicky nejsilnější společností v oblasti výroby obuvi a pneumatik v Jugoslávii. Na konci osmdesátých let zde bylo zaměstnáno zhruba 23 tisíc zaměstnanců, ročně se vyrábělo přibližně 23 milionů párů obuvi a 580 tisíc pneumatik.
V průběhu vojenských operací za účelem dobytí Vukovaru byl závod silně poškozen. V letech 1992 až 1997 sídlila společnost Borovo v Záhřebu. Produkce v Borovo Naselje byla obnovena v roce 1998 v rámci procesu mírové reintegrace chorvatského Podunají a dnes je zde zaměstnáno kolem 3 tisíc pracovníků.